# Sindicato (The X-Files)
El Sindicato, conocidos también como Los Ancianos, El Consorcio y El Grupo (del inglés: the Syndicate, The Elders, The Consortium, and The Group) es una camarilla del «gobierno en la sombra» que aparece en la serie norteamericana The X-Files, creada por Chris Carter. 

## Sede y organización
El Sindicato se reunía habitualmente en un despacho ubicado en un edificio de la East 46th (Calle 46 Oeste) de la ciudad de Nueva York, punto de encuentro donde los miembros del Sindicato dirigían las instituciones y a determinadas personalidades durante una convocatoria. El grupo gestionaba las localizaciones de las bases de investigación mencionadas en la serie y los lugares de reunión del Sindicato. Otros de sus centros de reunión se encontraban en Londres y Túnez.
La mayoría de los miembros del Sindicato son norteamericanos, como por ejemplo Carl Gerhard Busch, Ronald Pakula, William "Bill" Mulder (el padre de Fox Mulder), el Segundo y el Tercer Elder, así como otros más cuyos nombres se desconocen. Otro miembro del Sindicato es Marita Covarrubias, Representante Especial del Secretario General de la ONU. El apellido de Marita (Covarrubias), es de origen español. El Primer Elder es italiano, ya que se le suele apodar como "Italian Man", Well-Manicured Man es británico, y Conrad Strughold y Victor Klemper son alemanes. En el episodio Paper Clip, también puede verse que entre los miembros del Sindicato está presente un asiático (probablemente de algún país de Asia Oriental). 
En Anasazi, desde la sede de las Naciones Unidas, un funcionario italiano se pone en contacto telefónico con un japonés y después se ve a un funcionario alemán hablando por teléfono con El Fumador.
Al igual que otros acontecimientos y tramas de The X-Files, el creador de la serie Chris Carter basó esta organización en el Majestic-12, un grupo que se rumorea que existe en la vida real, con los mismos objetivos e intereses.

## Objetivos
Un ejemplo del concepto «gobierno en la sombra», dentro de los círculos de la teoría de la conspiración, es el Sindicato de la serie The X-Files, una camarilla formada por influyentes empresarios y agentes gubernamentales de diversas naciones, cooperando unos con otros de forma totalmente encubierta y dirigiendo unánimemente operaciones en secreto. El Sindicato opera en los más altos niveles del poder, intangible y lejos de miradas indiscretas, oculta insidiosamente un programa de unas razas extraterrestres desconocidas que pretenden colonizar y repoblar el planeta, además de los propios intereses del Sindicato y su implicación en ese futuro, el cual consideran inevitable. 
Para llevar a cabo los asesinatos, encubrimientos, sabotajes y determinadas operaciones negras y clandestinas, el Sindicato se vale de un número desconocido de secuaces, comúnmente conocidos como Hombres de Negro. Los Hombres de Negro son unos protectores despiadados de la conspiración, cuyos verdaderos nombres, al igual que los del Sindicato, raras veces se dan a conocer. La mayoría trabajan para el Departamento de Defensa, la Agencia Central de Inteligencia y la Agencia de Seguridad Nacional, así como en otras agencias del gobierno de Estados Unidos. De entre los Hombres de Negro conocidos tenemos a X, Alex Krycek, Crew Cut Man y Quiet Willy.
El líder del Sindicato era un antiguo magnate industrial alemán llamado Conrad Strughold, que había huido de su país natal y se trasladó a Túnez. Sin embargo, la mayor parte de las reuniones del Sindicato tenían lugar en un despacho situado en un edificio de la Calle 46 Oeste (con paralelismos a los clubs de exalumnos Century Association y la Ivy League) de la ciudad de Nueva York, lugar en donde Strughold evitaba hacerse ver, debido al hecho de que su entrada en los Estados Unidos podría llamar demasiada la atención por sus vínculos de pasado con la Alemania Nazi. Las reuniones del grupo se llevaban a cabo ocasionalmente en Londres. Un posible frente para el grupo, que aparece en el episodio Redux II, era una empresa de biotecnología llamada Roush. Se dice que el director Chris Carter dio a conocer la compañía con este nombre por la crítica realizada por Matt Roush del periódico USA Today, que era un gran defensor de The X-Files.  Las instalaciones de la empresa Roush se utilizaban para realizar una serie de experimentos con unos determinados virus, como se muestra en el estreno de la sexta temporada, en el episodio The Beginning.  También, según Alvin Kurtzweil, cuando se fija la fecha de diciembre de 2012 para la colonización extraterrestre, el Sindicato había tomado el control de Estados Unidos a través de la Agencia Federal de Gestión de Emergencias (FEMA), que tenía el poder de suspender el gobierno constitucional en caso de una posible declaración de emergencia nacional.

## Historia

### Comienzos
En el primer episodio de la tercera temporada, en The Blessing Way,  Well-Manicured Man le dice a Dana Scully: 

Soy miembro de una especie de consorcio. Representamos ciertos intereses globales. Predecimos el futuro. Y la mejor forma de predecirlo es inventarlo.

El Sindicato se creó a finales de la Segunda Guerra Mundial, después del incidente Roswell, cuando científicos alemanes fueron extraditados de la Alemania Nazi hacia los Estados Unidos (en la conocida Operación Paperclip) para trabajar en el desarrollo de un híbrido humano-extraterrestre. Alvin Kurtzweil dijo que tanto él como Bill Mulder, cuando servían en el  Ejército durante su adolescencia, fueron contratados para un proyecto relacionado con armas bacteriológicas. Garganta Profunda afirmó que poco después del incidente Roswell hubo una conferencia secreta a la que asistieron las principales potencias mundiales (Estados Unidos, la Unión Soviética, China, Gran Bretaña, ambas Alemanias y Francia) en donde se firmó un tratado que estipulaba que si una nave extraterrestre llegara a estrellarse en la Tierra y alguna de las entidades hubieran sobrevivido al accidente, el país que estuviera en poder de aquel ente sería el único responsable de su exterminio.
El grupo que acabó por convertirse en el Sindicato existía ya en 1952 como una organización secreta dentro del Departamento de Estado. Sus actividades abarcaban desde la experimentación con xenotrasplantes, el traslado de ex científicos nazis hasta los Estados Unidos después de la finalización de la Segunda Guerra Mundial y el encubrimiento de un tipo de virus llamado cáncer negro descubierto en Piper Maru en 1953.
Los miembros de esa facción secreta dentro del Departamento de Estado culminaron oficialmente sus relaciones con el gobierno de Estados Unidos en 1973. No obstante, algunos de los miembros continuaron trabajando dentro del Departamento de Estado. El 13 de Octubre el Sindicato forjó formalmente su alianza con los colonizadores en la Base Aérea de El Rico. El Fumador les mostró a las entidades extraterrestres una bandera norteamericana doblada y la colocó sobre el suelo, simbolizando su rendición ante una fuerza intergaláctica superior. El Sindicato dio comienzo a un proyecto, el cual supondría un gran esfuerzo en la creación de un híbrido humano-extraterrestre con el propósito de servir a las entidades alienígenas como raza esclava después de realizarse la colonización en la Tierra. Para que el Sindicato pudiese desarrollar tal híbrido, las entidades les proporcionaron un feto extraterrestre, del cual se extraería el ADN y así poner en curso la investigación. Sin embargo, las entidades exigieron a cambio muestras de ADN humano. Los miembros del Sindicato entregaron a sus seres queridos a las entidades como parte del intercambio. El Fumador entregó a su mujer, Cassandra Spender, y William Mulder cedió a regañadientes al entregar a su hija Samantha.
Ya desde el 22 de marzo de 1992 el Sindicato disponía de un vasto almacén situado en El Pentágono, en donde almacenaban diversos dispositivos y objetos que podrían constituir la existencia de vida extraterrestre en la Tierra. El Fumador guarda en una pequeña caja un pequeño implante recuperado por Mulder y Scully en su primer caso de abducción, y es aquí cuando Dana Scully y Mulder comienzan el transcurso de sus investigaciones y a trabajar conjuntamente en los Expedientes X. Tanto Mulder como Scully evidenciaron y corroboraron que hubo intentos frustrados por eliminar todo trazo y huella de sus investigaciones en curso, incluyendo la desaparición de documentos, como por ejemplo un expediente en relación con las bizarras abducciones y encuentros de Billy Milles que los agentes presentaron ante la oficina del fiscal del distrito del Condado de Raymon (Oregón).

### Disolución
En 1998 llegó a oídos del Sindicato que una facción rebelde alienígena estaba operando en la Tierra. Este grupo renegado de extraterrestres fue atacado y conquistado en su planeta natal por los colonizadores. El primer incidente violento de los rebeldes en la Tierra tuvo lugar en Kazajistán, en donde se hallaron decenas de abducidos incinerados. Marita Covarrubias investigó el incidente y puso en marcha una campaña de encubrimiento y enseguida se ocultó el caso. Poco tiempo después, un grupo más numeroso de abducidos fueron convocados en la Montaña Skyland mediante unos dispositivos metálicos. Una vez más, el grupo fue atacado e incinerado por los rebeldes alienígenas.
Fue durante estos momentos en los que los rebeldes hacían más eco de su aspecto, con sus orificios nasales cosidos para evitar que el cáncer negro les infectara, una característica peculiar que los identifica como fuerza rebelde. Al año siguiente los rebeldes hicieron su acto más audaz y destructivo. En las afueras de Washington D. C. atacaron un vagón de tren, en el que un grupo de médicos del Sindicato, liderados por Eugene Openshaw, estaban experimentando con Cassandra Spender, el primer híbrido humano-alienígena exitoso. Los rebeldes incineraron a los doctores, dejando a Cassandra con vida para que el Proyecto pudiera salir a la luz y a posteriori desmantelarlo. De hecho, uno de los rebeldes acabó con la vida del Segundo Elder y asumió su puesto en las reuniones del Sindicato. No obstante, el Fumador se percató de esto y avisó al grupo para que no se reunieran de nuevo.
El Fumador se puso en contacto con su hijo, Jeffrey Spender, y le acusó de haber asesinado personalmente al rebelde alienígena que estaba ocupando el puesto encubierto del Segundo Elder. Sin embargo, Spencer no consigue acabar con el rebelde y Alex Krycek logra completar con éxito el asesinato. Entonces Spencer se da cuenta del alcance de la conspiración llevada a cabo por su padre y da la palabra a Mulder de que tendrá su apoyo cuando lo necesite. Siendo forzados por los rebeldes, el Sindicato recupera a Cassandra Spencer y la preparan para llevarla ante los colonizadores para que la colonización pueda dar comienzo. Sin embargo, los rebeldes aparecen y calcinan a todos los miembros de alto rango del Sindicato, acabando con toda su cúpula.

### El legado
En fechas posteriores, durante 1999, Scully le preguntó a Mulder si aún quedaba algo más por hacer o descubrir, salvo sacar a la luz los secretos de un complot urdido por unos hombres que habían estado haciendo experimentos con humanos y cuyos miembros ya habían fallecido. Mulder le respondió que aún tenía esperanza de encontrar a su hermana. Más adelante Mulder soñó con el Sindicato, en donde una versión imaginaria del Fumador afirmaba que su grupo «había hecho desaparecer a culturas enteras».
En realidad, el Fumador continuó trabajando en el Proyecto con un grupo de hombres que realizaron una conferencia en 1999 para hablar acerca de una colonización. El Fumador siguió trabajando con sus doctores, que estaban al tanto de los tejemanejes del Sindicato en cuanto a crear un híbrido humano-extraterrestre e intentaron continuar con este trabajo. Al Fumador se le puede ver también en el episodio Biogénesis con un grupo de hombres, algunos de ellos con uniformes militares, hablando acerca de una catástrofe y las medidas de contención a implementar. Presuntamente están hablando sobre una posible colonización, y esta asamblea de hombres pueden ser cómplices de las operaciones que lleva a cabo el Fumador. En el episodio Réquiem parece ser que quieren volver a restablecer el complot que estuvieron maquinando en el pasado.
En la octava temporada, la Doctora Lizzy Gill les confesó a Mulder, al director adjunto Walter Skinner y al agente especial John Dogget, que durante los últimos diez años ella y sus compañeros habían estado trabajando en la creación de un híbrido humano-extraterrestre. Según la doctora, dicho proyecto había sido financiado por un grupo de hombres del gobierno, la mayoría de ellos habían fallecido, pero que continuaron trabajando en dicho programa después de sus muertes. Los compañeros de la doctora, entre los que se encontraban los doctores Parenti, Lev y Duffy Haskell, habían sido asesinados por el super soldado Billy Miles.
Con el Sindicato prácticamente desmantelado, el vacío de poder quedó diezmado en la novena temporada por el resurgimiento de una nueva organización con ciertas características parecidas a un gobierno. Dentro esta organización estaban miembros tales como Toothpick Man, Gene Crane y Knowle Rohrer, entre otros. Todos los miembros hicieron saber a los telespectadores que eran super soldados, es decir, hombres con habilidades sobrehumanas, a excepción de Alex Krycek, que fue asesinado en el episodio Existencia. Durante el final de la temporada, en el episodio The Truth, esta organización anónima clausura la oficina de los Expedientes X de la Oficina Federal de Investigación. Mulder se quedó bastante abatido hasta que se desestimaron todas sus acusaciones penales en 2008 (en The X-Files: I Want to Believe). En el estreno de la undécima temporada, en My Struggle III, Mulder se encontró con el Señor Y y su cómplice Erika Price, quienes afirmaron ser exmiembros del Sindicato que velaban por sus propios intereses, con unos objetivos totalmente dispares a sus predecesores, como la colonización del espacio y la realidad simulada.

## Hombres de Negro
Los Hombres de Negro es el nombre no oficial de un grupo de agentes que trabajan para el Sindicato, encargados de hacer el trabajo sucio de los conspiradores. La mayoría de ellos eran exmilitares, con una alta instrucción, capacidad de determinación y lealtad. Trabajaban como fachada en agencias gubernamentales tales como la Oficina Federal de Investigación, el Departamento de Defensa y la Agencia de Seguridad Nacional.
Los Hombres de Negro son análogos a los Alien Bounty Hunters, empleados por los Colonizadores. Sin embargo, los Hombres de Negro no eran tan confiables como los cazarrecompensas y, aunque a veces fueron empleados inicialmente, los Alien Bounty Hunters eran más capaces y efectuaron trabajos más difíciles. El Sindicato utilizaba a los cazarrecompensas solo cuando fuera absolutamente necesario debido a un mayor riesgo de exposición.